# Coppa Italia Semiprofessionisti 1973-1974
La Coppa Italia Semiprofessionisti 1973-1974 è stata la seconda edizione dell’odierna Coppa Italia Serie C. Il vincitore è stato il Monza, che si è aggiudicato il trofeo battendo in finale il Lecce.

## La formula
Nell'edizione 1973-1974 parteciparono 87 squadre: le 60 squadre di Serie C a cui vennero aggiunte le 27 migliori formazioni di Serie D (seconde, terze e quarte classificate di ogni girone della stagione precedente), dato che all’epoca entrambe le categorie facevano parte della stessa lega.
Vennero formati 29 gironi da tre squadre. Ventisei delle vincitrici dei gironi vennero ammesse ai sedicesimi di finale, e tre squadre per sorteggio direttamente agli ottavi di finale. Tutti gli abbinamenti di tutti i turni avvenivano su criteri di vicinanza geografica.

## Partecipanti
Girone 1:  Gavinovese -  Imperia -  Savona
Girone 2:  Albese -  Alessandria -  Derthona
Girone 3:  Legnano -  Pro Vercelli -  Vigevano
Girone 4:  Ignis Varese -  Lecco -  Solbiatese
Girone 5:  Melzo -  Monza -  Seregno
Girone 6:  Cremonese -  Pergolettese -  Piacenza
Girone 7:  Carpi -  Modena -  Spezia
Girone 8:  Bolzano -  Mantova -  Trento
Girone 9:  Belluno -  Triestina -  Udinese
Girone 10:  Mestrina -  Treviso -  Venezia
Girone 11:  Adriese -  Clodia Sottomarina -  Padova
Girone 12:  Lucchese -  Massese -  Viareggio
Girone 13:  Grosseto -  Livorno -  Pisa
Girone 14:  Empoli -  Pontedera -  Siena
Girone 15:  Montevarchi -  Pistoiese -  Prato
Girone 16:  Bellaria -  Forlì -  Ravenna
Girone 17:  Cattolica -  Riccione -  Rimini
Girone 18:  Giulianova -  Sambenedettese -  Teramo
Girone 19:  Chieti -  L'Aquila -  Pescara
Girone 20:  Olbia -  Torres -  Lariano Velletri
Girone 21:  Cassino -  Frosinone -  Latina
Girone 22:  Benevento -  Casertana -  Turris
Girone 23:  Juve Stabia -  Nocerina -  Sorrento
Girone 24:  Castrovillari -  Pro Salerno -  Salernitana
Girone 25:  Barletta -  Pro Lanciano -  Pro Vasto
Girone 26:  Lecce -  Matera -  Nardò
Girone 27:  Cosenza -  Crotone -  Milazzo
Girone 28:  Acireale -  Leonzio -  Siracusa
Girone 29:  Marsala -  Massiminiana -  Trapani

## Fase eliminatoria a gironi
La fase eliminatoria a gironi si è tenuta dal 26 agosto al 21 novembre 1973.

### Girone 1
| Squadra       | P.ti | G | V | N | P | GF | GS | DR |
| ------------- | ---- | - | - | - | - | -- | -- | -- |
| 1. Gavinovese | 5    | 4 | 2 | 1 | 1 | 5  | 4  | +1 |
| 2. Savona     | 4    | 4 | 1 | 2 | 1 | 2  | 1  | +1 |
| 3. Imperia    | 3    | 4 | 0 | 3 | 1 | 2  | 4  | -2 |

| Data andata | Data ritorno | Squadra #1 | Squadra #2 | Andata | Ritorno |
| ----------- | ------------ | ---------- | ---------- | ------ | ------- |
| 26.8.1973   | 5.9.1973     | Savona     | Gavinovese | 2-0    | 0-1     |
| 29.8.1973   | 9.9.1973     | Imperia    | Gavinovese | 1-1    | 1-3     |
| 2.9.1973    | 12.9.1973    | Imperia    | Savona     | 0-0    | 0-0     |

### Girone 2
| Squadra        | P.ti | G | V | N | P | GF | GS | DR |
| -------------- | ---- | - | - | - | - | -- | -- | -- |
| 1. Alessandria | 6    | 4 | 2 | 2 | 0 | 5  | 0  | +5 |
| 2. Derthona    | 4    | 4 | 1 | 2 | 1 | 3  | 5  | -2 |
| 3. Albese      | 2    | 4 | 0 | 2 | 2 | 2  | 5  | -3 |

| Data andata | Data ritorno | Squadra #1  | Squadra #2  | Andata | Ritorno |
| ----------- | ------------ | ----------- | ----------- | ------ | ------- |
| 26.8.1973   | 5.9.1973     | Albese      | Alessandria | 0-0    | 0-2     |
| 29.8.1973   | 9.9.1973     | Albese      | Derthona    | 1-2    | 1-1     |
| 2.9.1973    | 12.9.1973    | Alessandria | Derthona    | 0-0    | 3-0     |

### Girone 3
| Squadra         | P.ti | G | V | N | P | GF | GS | DR |
| --------------- | ---- | - | - | - | - | -- | -- | -- |
| 1. Pro Vercelli | 7    | 4 | 3 | 1 | 0 | 6  | 1  | +5 |
| 2. Legnano      | 4    | 4 | 1 | 2 | 1 | 4  | 5  | -1 |
| 3. Vigevano     | 1    | 4 | 0 | 1 | 3 | 2  | 6  | -4 |

| Data andata | Data ritorno | Squadra #1   | Squadra #2   | Andata | Ritorno |
| ----------- | ------------ | ------------ | ------------ | ------ | ------- |
| 26.8.1973   | 5.9.1973     | Pro Vercelli | Legnano      | 3-1    | 0-0     |
| 29.8.1973   | 9.9.1973     | Vigevano     | Legnano      | 0-0    | 2-3     |
| 2.9.1973    | 12.9.1973    | Vigevano     | Pro Vercelli | 0-1    | 0-2     |

### Girone 4
| Squadra         | P.ti | G | V | N | P | GF | GS | DR |
| --------------- | ---- | - | - | - | - | -- | -- | -- |
| 1. Solbiatese   | 5    | 4 | 1 | 3 | 0 | 3  | 2  | +1 |
| 2. Lecco        | 4    | 4 | 0 | 4 | 0 | 1  | 1  | 0  |
| 3. Ignis Varese | 3    | 4 | 0 | 3 | 1 | 1  | 2  | -1 |

| Data andata | Data ritorno | Squadra #1   | Squadra #2 | Andata | Ritorno |
| ----------- | ------------ | ------------ | ---------- | ------ | ------- |
| 26.8.1973   | 5.9.1973     | Solbiatese   | Lecco      | 0-0    | 1-1     |
| 29.8.1973   | 9.9.1973     | Ignis Varese | Lecco      | 0-0    | 0-0     |
| 2.9.1973    | 12.9.1973    | Ignis Varese | Solbiatese | 1-1    | 0-1     |

### Girone 5
| Squadra    | P.ti | G | V | N | P | GF | GS | DR |
| ---------- | ---- | - | - | - | - | -- | -- | -- |
| 1. Monza   | 6    | 4 | 3 | 0 | 1 | 6  | 2  | +4 |
| 2. Seregno | 5    | 4 | 2 | 1 | 1 | 6  | 2  | +4 |
| 3. Melzo   | 1    | 4 | 0 | 1 | 3 | 0  | 8  | -8 |

| Data andata | Data ritorno | Squadra #1 | Squadra #2 | Andata | Ritorno |
| ----------- | ------------ | ---------- | ---------- | ------ | ------- |
| 26.8.1973   | 5.9.1973     | Melzo      | Monza      | 0-1    | 0-3     |
| 29.8.1973   | 9.9.1973     | Seregno    | Melzo      | 0-0    | 4-0     |
| 2.9.1973    | 12.9.1973    | Monza      | Seregno    | 2-1    | 0-1     |

### Girone 6
| Squadra         | P.ti | G | V | N | P | GF | GS | DR |
| --------------- | ---- | - | - | - | - | -- | -- | -- |
| 1. Cremonese    | 6    | 4 | 2 | 2 | 0 | 4  | 0  | +4 |
| 2. Piacenza     | 4    | 4 | 1 | 2 | 1 | 1  | 1  | +0 |
| 3. Pergolettese | 2    | 4 | 1 | 0 | 3 | 1  | 5  | -4 |

| Data andata | Data ritorno | Squadra #1   | Squadra #2   | Andata | Ritorno |
| ----------- | ------------ | ------------ | ------------ | ------ | ------- |
| 26.8.1973   | 5.9.1973     | Cremonese    | Pergolettese | 1-0    | 3-0     |
| 29.8.1973   | 9.9.1973     | Cremonese    | Piacenza     | 0-0    | 0-0     |
| 2.9.1973    | 12.9.1973    | Pergolettese | Piacenza     | 1-0    | 0-1     |

### Girone 7
| Squadra   | P.ti | G | V | N | P | GF | GS | DR |
| --------- | ---- | - | - | - | - | -- | -- | -- |
| 1. Modena | 5    | 4 | 1 | 3 | 0 | 3  | 1  | +2 |
| 1. Carpi  | 5    | 4 | 1 | 3 | 0 | 2  | 1  | +1 |
| 3. Spezia | 2    | 4 | 0 | 2 | 2 | 0  | 3  | -3 |

| Data andata | Data ritorno | Squadra #1 | Squadra #2 | Andata | Ritorno |
| ----------- | ------------ | ---------- | ---------- | ------ | ------- |
| 26.8.1973   | 5.9.1973     | Modena     | Spezia     | 2-0    | 0-0     |
| 29.8.1973   | 9.9.1973     | Carpi      | Spezia     | 1-0    | 0-0     |
| 2.9.1973    | 12.9.1973    | Carpi      | Modena     | 1-1    | 0-0     |

### Girone 8
| Squadra    | P.ti | G | V | N | P | GF | GS | DR |
| ---------- | ---- | - | - | - | - | -- | -- | -- |
| 1. Trento  | 5    | 4 | 2 | 1 | 1 | 4  | 2  | +2 |
| 1. Bolzano | 5    | 4 | 2 | 1 | 1 | 3  | 2  | +1 |
| 3. Mantova | 2    | 4 | 1 | 0 | 3 | 1  | 4  | -3 |

| Data andata | Data ritorno | Squadra #1 | Squadra #2 | Andata | Ritorno |
| ----------- | ------------ | ---------- | ---------- | ------ | ------- |
| 26.8.1973   | 5.9.1973     | Mantova    | Bolzano    | 0-1    | 0-1     |
| 29.8.1973   | 9.9.1973     | Trento     | Bolzano    | 1-0    | 1-1     |
| 2.9.1973    | 12.9.1973    | Trento     | Mantova    | 2-0    | 0-1     |

### Girone 9
| Squadra      | P.ti | G | V | N | P | GF | GS | DR |
| ------------ | ---- | - | - | - | - | -- | -- | -- |
| 1. Triestina | 4    | 4 | 2 | 0 | 2 | 4  | 3  | +1 |
| 1. Belluno   | 4    | 4 | 1 | 2 | 1 | 3  | 3  | 0  |
| 1. Udinese   | 4    | 4 | 1 | 2 | 1 | 4  | 5  | -1 |

| Data andata | Data ritorno | Squadra #1 | Squadra #2 | Andata | Ritorno |
| ----------- | ------------ | ---------- | ---------- | ------ | ------- |
| 26.8.1973   | 5.9.1973     | Belluno    | Triestina  | 1-0    | 0-1     |
| 29.8.1973   | 9.9.1973     | Udinese    | Triestina  | 1-0    | 1-3     |
| 2.9.1973    | 12.9.1973    | Belluno    | Udinese    | 0-0    | 2-2     |

### Girone 10
| Squadra     | P.ti | G | V | N | P | GF | GS | DR |
| ----------- | ---- | - | - | - | - | -- | -- | -- |
| 1. Treviso  | 6    | 4 | 2 | 2 | 0 | 6  | 1  | +5 |
| 2. Venezia  | 5    | 4 | 1 | 3 | 0 | 4  | 1  | +3 |
| 3. Mestrina | 1    | 4 | 0 | 1 | 3 | 0  | 8  | -8 |

| Data andata | Data ritorno | Squadra #1 | Squadra #2 | Andata | Ritorno |
| ----------- | ------------ | ---------- | ---------- | ------ | ------- |
| 26.8.1973   | 5.9.1973     | Mestrina   | Treviso    | 0-1    | 0-4     |
| 29.8.1973   | 9.9.1973     | Venezia    | Treviso    | 0-0    | 1-1     |
| 2.9.1973    | 12.9.1973    | Venezia    | Mestrina   | 3-0    | 0-0     |

### Girone 11
| Squadra               | P.ti | G | V | N | P | GF | GS | DR |
| --------------------- | ---- | - | - | - | - | -- | -- | -- |
| 1. Padova             | 5    | 4 | 2 | 1 | 1 | 6  | 4  | +2 |
| 2. Adriese            | 4    | 4 | 2 | 0 | 2 | 8  | 6  | +2 |
| 3. Clodia Sottomarina | 3    | 4 | 1 | 1 | 2 | 1  | 5  | -4 |

| Data andata | Data ritorno | Squadra #1         | Squadra #2         | Andata | Ritorno |
| ----------- | ------------ | ------------------ | ------------------ | ------ | ------- |
| 26.8.1973   | 5.9.1973     | Clodia Sottomarina | Padova             | 1-0    | 0-0     |
| 29.8.1973   | 9.9.1973     | Adriese            | Padova             | 1-3    | 2-3     |
| 2.9.1973    | 12.9.1973    | Adriese            | Clodia Sottomarina | 4-0    | 1-0     |

### Girone 12
| Squadra      | P.ti | G | V | N | P | GF | GS | DR |
| ------------ | ---- | - | - | - | - | -- | -- | -- |
| 1. Massese   | 5    | 4 | ? | ? | ? | ?  | ?  | ?  |
| 2. Lucchese  | 4    | 4 | ? | ? | ? | ?  | ?  | ?  |
| 3. Viareggio | 3    | 4 | 1 | 1 | 2 | 2  | 5  | -3 |

| Data andata | Data ritorno | Squadra #1 | Squadra #2 | Andata | Ritorno |
| ----------- | ------------ | ---------- | ---------- | ------ | ------- |
| 26.8.1973   | 5.9.1973     | Massese    | Lucchese   | ?-?    | ?-?     |
| 29.8.1973   | 9.9.1973     | Viareggio  | Lucchese   | 2-1    | 0-3     |
| 2.9.1973    | 12.9.1973    | Viareggio  | Massese    | 0-0    | 0-1     |

### Girone 13
| Squadra     | P.ti | G | V | N | P | GF | GS | DR |
| ----------- | ---- | - | - | - | - | -- | -- | -- |
| 1. Pisa     | 6    | 4 | 2 | 2 | 0 | 6  | 4  | +2 |
| 2. Grosseto | 5    | 4 | 1 | 2 | 1 | 8  | 6  | +2 |
| 3. Livorno  | 1    | 4 | 0 | 1 | 3 | 1  | 5  | -4 |

| Data andata | Data ritorno | Squadra #1 | Squadra #2 | Andata | Ritorno |
| ----------- | ------------ | ---------- | ---------- | ------ | ------- |
| 26.8.1973   | 5.9.1973     | Livorno    | Grosseto   | 0-1    | 1-3     |
| 29.8.1973   | 9.9.1973     | Pisa       | Grosseto   | 2-1    | 3-3     |
| 2.9.1973    | 12.9.1973    | Pisa       | Livorno    | 1-0    | 0-0     |

### Girone 14
| Squadra      | P.ti | G | V | N | P | GF | GS | DR |
| ------------ | ---- | - | - | - | - | -- | -- | -- |
| 1. Siena     | 6    | 4 | 2 | 2 | 0 | 8  | 3  | +5 |
| 2. Empoli    | 5    | 4 | 1 | 3 | 0 | 5  | 4  | +1 |
| 3. Pontedera | 1    | 4 | 0 | 1 | 3 | 3  | 9  | -6 |

| Data andata | Data ritorno | Squadra #1 | Squadra #2 | Andata | Ritorno |
| ----------- | ------------ | ---------- | ---------- | ------ | ------- |
| 26.8.1973   | 5.9.1973     | Empoli     | Pontedera  | 1-0    | 2-2     |
| 29.8.1973   | 9.9.1973     | Empoli     | Siena      | 1-1    | 1-1     |
| 2.9.1973    | 12.9.1973    | Pontedera  | Siena      | 1-2    | 0-4     |

### Girone 15
| Squadra        | P.ti | G | V | N | P | GF | GS | DR |
| -------------- | ---- | - | - | - | - | -- | -- | -- |
| 1. Montevarchi | 5    | 4 | 2 | 1 | 1 | 7  | 4  | +3 |
| 1. Pistoiese   | 5    | 4 | 2 | 1 | 1 | 4  | 3  | +1 |
| 3. Prato       | 2    | 4 | 0 | 2 | 2 | 2  | 5  | -3 |

| Data andata | Data ritorno | Squadra #1  | Squadra #2  | Andata | Ritorno |
| ----------- | ------------ | ----------- | ----------- | ------ | ------- |
| 26.8.1973   | 5.9.1973     | Prato       | Montevarchi | 1-3    | 1-1     |
| 29.8.1973   | 9.9.1973     | Prato       | Pistoiese   | 0-0    | 0-1     |
| 2.9.1973    | 12.9.1973    | Montevarchi | Pistoiese   | 2-1    | 1-2     |

### Girone 16
| Squadra     | P.ti | G | V | N | P | GF | GS | DR |
| ----------- | ---- | - | - | - | - | -- | -- | -- |
| 1. Forlì    | 5    | 4 | 1 | 3 | 0 | 5  | 4  | +1 |
| 2. Bellaria | 4    | 4 | 1 | 2 | 1 | 5  | 5  | 0  |
| 3. Ravenna  | 3    | 4 | 0 | 3 | 1 | 2  | 3  | -1 |

| Data andata | Data ritorno | Squadra #1 | Squadra #2 | Andata | Ritorno |
| ----------- | ------------ | ---------- | ---------- | ------ | ------- |
| 26.8.1973   | 5.9.1973     | Forlì      | Ravenna    | 1-1    | 0-0     |
| 29.8.1973   | 9.9.1973     | Forlì      | Bellaria   | 2-1    | 2-2     |
| 2.9.1973    | 12.9.1973    | Ravenna    | Bellaria   | 0-1    | 1-1     |

### Girone 17
| Squadra      | P.ti | G | V | N | P | GF | GS | DR |
| ------------ | ---- | - | - | - | - | -- | -- | -- |
| 1. Rimini    | 6    | 4 | 2 | 2 | 0 | 7  | 3  | +4 |
| 2. Cattolica | 3    | 4 | 0 | 3 | 1 | 3  | 4  | -1 |
| 2. Riccione  | 3    | 4 | 0 | 3 | 1 | 2  | 5  | -3 |

| Data andata | Data ritorno | Squadra #1 | Squadra #2 | Andata | Ritorno |
| ----------- | ------------ | ---------- | ---------- | ------ | ------- |
| 26.8.1973   | 5.9.1973     | Riccione   | Rimini     | 0-0    | 1-4     |
| 29.8.1973   | 9.9.1973     | Cattolica  | Rimini     | 2-2    | 0-1     |
| 2.9.1973    | 12.9.1973    | Cattolica  | Riccione   | 1-1    | 0-0     |

### Girone 18
| Squadra           | P.ti | G | V | N | P | GF | GS | DR |
| ----------------- | ---- | - | - | - | - | -- | -- | -- |
| 1. Sambenedettese | 6    | 4 | 2 | 2 | 0 | 7  | 2  | +5 |
| 2. Giulianova     | 5    | 4 | 2 | 1 | 1 | 3  | 4  | -1 |
| 3. Teramo         | 1    | 4 | 0 | 1 | 3 | 3  | 7  | -4 |

| Data andata | Data ritorno | Squadra #1 | Squadra #2     | Andata | Ritorno |
| ----------- | ------------ | ---------- | -------------- | ------ | ------- |
| 26.8.1973   | 5.9.1973     | Teramo     | Giulianova     | 0-1    | 1-2     |
| 29.8.1973   | 9.9.1973     | Teramo     | Sambenedettese | 1-1    | 1-3     |
| 2.9.1973    | 12.9.1973    | Giulianova | Sambenedettese | 0-0    | 0-3     |

### Girone 19
| Squadra     | P.ti | G | V | N | P | GF | GS | DR |
| ----------- | ---- | - | - | - | - | -- | -- | -- |
| 1. Pescara  | 7    | 4 | 3 | 1 | 0 | 7  | 3  | +4 |
| 2. Chieti   | 4    | 4 | 1 | 2 | 1 | 10 | 5  | +5 |
| 3. L'Aquila | 1    | 4 | 0 | 1 | 3 | 1  | 10 | -9 |

| Data andata | Data ritorno | Squadra #1 | Squadra #2 | Andata | Ritorno |
| ----------- | ------------ | ---------- | ---------- | ------ | ------- |
| 26.8.1973   | 5.9.1973     | Pescara    | Chieti     | 2-1    | 2-2     |
| 29.8.1973   | 9.9.1973     | L'Aquila   | Chieti     | 1-1    | 0-6     |
| 2.9.1973    | 12.9.1973    | L'Aquila   | Pescara    | 0-2    | 0-1     |

### Girone 20
| Squadra             | P.ti | G | V | N | P | GF | GS | DR |
| ------------------- | ---- | - | - | - | - | -- | -- | -- |
| 1. Olbia            | 5    | 4 | 2 | 1 | 1 | 5  | 4  | +1 |
| 2. Torres           | 4    | 4 | 1 | 2 | 1 | 2  | 2  | 0  |
| 3. Lariano Velletri | 3    | 4 | 1 | 1 | 2 | 4  | 5  | -1 |

| Data andata | Data ritorno | Squadra #1 | Squadra #2       | Andata | Ritorno |
| ----------- | ------------ | ---------- | ---------------- | ------ | ------- |
| 26.8.1973   | 5.9.1973     | Olbia      | Lariano Velletri | 3-1    | 0-3     |
| 29.8.1973   | 9.9.1973     | Torres     | Lariano Velletri | 2-0    | 0-0     |
| 2.9.1973    | 12.9.1973    | Torres     | Olbia            | 0-0    | 0-2     |

### Girone 21
| Squadra      | P.ti | G | V | N | P | GF | GS | DR |
| ------------ | ---- | - | - | - | - | -- | -- | -- |
| 1. Frosinone | 6    | 4 | 3 | 0 | 1 | 6  | 1  | +5 |
| 2. Latina    | 5    | 4 | 2 | 1 | 1 | 4  | 2  | +2 |
| 3. Cassino   | 1    | 4 | 0 | 1 | 3 | 0  | 7  | -7 |

| Data andata | Data ritorno | Squadra #1 | Squadra #2 | Andata | Ritorno |
| ----------- | ------------ | ---------- | ---------- | ------ | ------- |
| 26.8.1973   | 5.9.1973     | Frosinone  | Latina     | 2-0    | 0-1     |
| 29.8.1973   | 9.9.1973     | Cassino    | Latina     | 0-0    | 0-3     |
| 2.9.1973    | 12.9.1973    | Cassino    | Frosinone  | 0-2    | 0-2     |

### Girone 22
| Squadra      | P.ti | G | V | N | P | GF | GS | DR |
| ------------ | ---- | - | - | - | - | -- | -- | -- |
| 1. Turris    | 5    | 4 | 2 | 1 | 1 | 6  | 2  | +4 |
| 1. Casertana | 5    | 4 | 2 | 1 | 1 | 5  | 4  | +1 |
| 3. Benevento | 2    | 4 | 0 | 2 | 2 | 1  | 6  | -5 |

| Data andata | Data ritorno | Squadra #1 | Squadra #2 | Andata | Ritorno |
| ----------- | ------------ | ---------- | ---------- | ------ | ------- |
| 26.8.1973   | 17.10.1973   | Benevento  | Casertana  | 0-0    | 1-3     |
| 26.9.1973   | 1.11.1973    | Benevento  | Turris     | 0-0    | 0-3     |
| 24.10.1973  | 21.11.1973   | Casertana  | Turris     | 2-1    | 0-2     |

### Girone 23
| Squadra        | P.ti | G | V | N | P | GF | GS | DR |
| -------------- | ---- | - | - | - | - | -- | -- | -- |
| 1. Nocerina    | 5    | 4 | 2 | 1 | 1 | 5  | 2  | +3 |
| 2. Sorrento    | 5    | 4 | 2 | 1 | 1 | 7  | 5  | +2 |
| 3. Juve Stabia | 2    | 4 | 0 | 2 | 2 | 2  | 7  | -5 |

| Data andata | Data ritorno | Squadra #1  | Squadra #2 | Andata | Ritorno |
| ----------- | ------------ | ----------- | ---------- | ------ | ------- |
| 26.8.1973   | 3.10.1973    | Juve Stabia | Sorrento   | 1-1    | 1-4     |
| 29.8.1973   | 10.10.1973   | Juve Stabia | Nocerina   | 0-2    | 0-0     |
| 26.9.1973   | 17.10.1973   | Sorrento    | Nocerina   | 2-1    | 0-2     |

### Girone 24
| Squadra          | P.ti | G | V | N | P | GF | GS | DR |
| ---------------- | ---- | - | - | - | - | -- | -- | -- |
| 1. Pro Salerno   | 5    | 4 | 1 | 3 | 0 | 4  | 3  | +1 |
| 2. Castrovillari | 4    | 4 | 1 | 2 | 1 | 4  | 5  | -1 |
| 3. Salernitana   | 3    | 4 | 1 | 1 | 2 | 6  | 6  | 0  |

| Data andata | Data ritorno | Squadra #1    | Squadra #2  | Andata | Ritorno |
| ----------- | ------------ | ------------- | ----------- | ------ | ------- |
| 26.8.1973   | 3.10.1973    | Castrovillari | Pro Salerno | 1-1    | 0-0     |
| 29.8.1973   | 17.10.1973   | Castrovillari | Salernitana | 2-1    | 1-3     |
| 2.9.1973    | 26.9.1973    | Pro Salerno   | Salernitana | 2-1    | 1-1     |

### Girone 25
| Squadra         | P.ti | G | V | N | P | GF | GS | DR |
| --------------- | ---- | - | - | - | - | -- | -- | -- |
| 1. Pro Vasto    | 5    | 4 | 2 | 1 | 1 | 6  | 4  | +2 |
| 2. Barletta     | 4    | 4 | 1 | 2 | 1 | 4  | 2  | +2 |
| 3. Pro Lanciano | 3    | 4 | 1 | 1 | 2 | 3  | 7  | -4 |

| Data andata | Data ritorno | Squadra #1   | Squadra #2 | Andata | Ritorno |
| ----------- | ------------ | ------------ | ---------- | ------ | ------- |
| 26.8.1973   | 17.10.1973   | Pro Vasto    | Barletta   | 1-0    | 1-1     |
| 29.8.1973   | 9.9.1973     | Pro Lanciano | Barletta   | 0-0    | 0-3     |
| 2.9.1973    | 3.10.1973    | Pro Lanciano | Pro Vasto  | 3-1    | 0-3     |

### Girone 26
| Squadra   | P.ti | G | V | N | P | GF | GS | DR |
| --------- | ---- | - | - | - | - | -- | -- | -- |
| 1. Lecce  | 5    | 4 | 2 | 1 | 1 | 6  | 3  | +3 |
| 2. Matera | 5    | 4 | 1 | 3 | 0 | 2  | 1  | +1 |
| 3. Nardò  | 2    | 4 | 0 | 2 | 2 | 1  | 5  | -4 |

| Data andata | Data ritorno | Squadra #1 | Squadra #2 | Andata | Ritorno |
| ----------- | ------------ | ---------- | ---------- | ------ | ------- |
| 26.8.1973   | 3.10.1973    | Lecce      | Matera     | 1-1    | 0-1     |
| 29.8.1973   | 9.9.1973     | Nardò      | Matera     | 0-0    | 0-0     |
| 2.9.1973    | 12.9.1973    | Nardò      | Lecce      | 0-1    | 1-4     |

### Girone 27
| Squadra    | P.ti | G | V | N | P | GF | GS | DR |
| ---------- | ---- | - | - | - | - | -- | -- | -- |
| 1. Milazzo | 6    | 4 | 2 | 2 | 0 | 3  | 0  | +3 |
| 2. Crotone | 5    | 4 | 1 | 3 | 0 | 4  | 2  | +2 |
| 3. Cosenza | 1    | 4 | 0 | 1 | 3 | 2  | 7  | -5 |

| Data andata | Data ritorno | Squadra #1 | Squadra #2 | Andata | Ritorno |
| ----------- | ------------ | ---------- | ---------- | ------ | ------- |
| 26.8.1973   | 5.9.1973     | Crotone    | Cosenza    | 2-2    | 2-0     |
| 29.8.1973   | 9.9.1973     | Milazzo    | Cosenza    | 1-0    | 2-0     |
| 2.9.1973    | 12.9.1973    | Milazzo    | Crotone    | 0-0    | 0-0     |

### Girone 28
| Squadra     | P.ti | G | V | N | P | GF | GS | DR |
| ----------- | ---- | - | - | - | - | -- | -- | -- |
| 1. Siracusa | 7    | 4 | 3 | 1 | 0 | 4  | 0  | +4 |
| 2. Acireale | 4    | 4 | 1 | 2 | 1 | 1  | 1  | 0  |
| 3. Leonzio  | 1    | 4 | 0 | 1 | 3 | 0  | 4  | -5 |

| Data andata | Data ritorno | Squadra #1 | Squadra #2 | Andata | Ritorno |
| ----------- | ------------ | ---------- | ---------- | ------ | ------- |
| 26.8.1973   | 5.9.1973     | Acireale   | Leonzio    | 1-0    | 0-0     |
| 29.8.1973   | 9.9.1973     | Siracusa   | Leonzio    | 1-0    | 2-0     |
| 2.9.1973    | 12.9.1973    | Siracusa   | Acireale   | 0-0    | 1-0     |

### Girone 29
| Squadra         | P.ti | G | V | N | P | GF | GS | DR |
| --------------- | ---- | - | - | - | - | -- | -- | -- |
| 1. Trapani      | 5    | 4 | 1 | 3 | 0 | 4  | 3  | +1 |
| 2. Massiminiana | 4    | 4 | 1 | 2 | 1 | 6  | 5  | +1 |
| 3. Marsala      | 3    | 4 | 0 | 3 | 1 | 1  | 3  | -2 |

| Data andata | Data ritorno | Squadra #1   | Squadra #2 | Andata | Ritorno |
| ----------- | ------------ | ------------ | ---------- | ------ | ------- |
| 26.8.1973   | 5.9.1973     | Marsala      | Trapani    | 0-0    | 0-0     |
| 29.8.1973   | 9.9.1973     | Massiminiana | Trapani    | 2-3    | 1-1     |
| 2.9.1973    | 12.9.1973    | Massiminiana | Marsala    | 3-1    | 0-0     |

## Fase a eliminazione diretta

### Sedicesimi di finale
Modena  Olbia e  Pro Vasto ammesse d'autorità agli ottavi di finale
| Squadra 1      | Totale | Squadra 2   | Andata     | Ritorno     |
| -------------- | ------ | ----------- | ---------- | ----------- |
|                |        |             | 10.10.1973 | 1.11.1973   |
| Gavinovese     | 0 - 2  | Alessandria | 0 - 0      | 0 - 2       |
| Pro Vercelli   | 2 - 3  | Solbiatese  | 1 - 0      | 1 - 3       |
| Massese        | 5 - 3  | Pisa        | 4 - 2      | 1 - 1       |
| Siena          | 2 - 1  | Montevarchi | 1 - 0      | 1 - 1 (dts) |
| Monza          | 4 - 2  | Cremonese   | 3 - 1      | 1 - 1       |
| Trento         | 2 - 3  | Padova      | 0 - 0      | 2 - 3       |
| Triestina      | 2 - 1  | Treviso     | 2 - 0      | 0 - 1       |
| Forlì          | 2 - 4  | Rimini      | 2 - 2      | 0 - 2       |
| Sambenedettese | 3 - 0  | Pescara     | 3 - 0      | 0 - 0       |
| Lecce          | 7 - 2  | Milazzo     | 5 - 1      | 2 - 1       |
| Siracusa       | 1 - 4  | Trapani     | 1 - 1      | 0 - 3       |
| Nocerina       | 2 - 1  | Pro Salerno | 2 - 0      | 0 - 1       |
| Frosinone      | 0 - 6  | Turris      | 0 - 0      | 0 - 6       |

### Ottavi di finale
| Squadra 1   | Totale | Squadra 2      | Andata    | Ritorno         |
| ----------- | ------ | -------------- | --------- | --------------- |
|             |        |                | 10.3.1974 | 27.03.1974      |
| Alessandria | 0 - 1  | Solbiatese     | 0 - 1     | 0 - 0           |
| Massese     | 7 - 3  | Siena          | 4 - 2     | 3 - 1           |
| Monza       | 2 - 2  | Modena         | 1 - 0     | 1 - 2 (5-4 dcr) |
| Padova      | 1 - 4  | Triestina      | 1 - 0     | 0 - 4           |
| Rimini      | 0 - 3  | Sambenedettese | 0 - 1     | 0 - 2           |
| Olbia       | 3 - 4  | Turris         | 2 - 0     | 1 - 4 (dts)     |
| Pro Vasto   | 1 - 2  | Nocerina       | 0 - 0     | 1 - 2           |
| Lecce       | 2 - 1  | Trapani        | 2 - 0     | 0 - 1           |

### Quarti di finale
| Squadra 1      | Totale | Squadra 2 | Andata    | Ritorno  |
| -------------- | ------ | --------- | --------- | -------- |
|                |        |           | 17.4.1974 | 1.5.1974 |
| Solbiatese     | 1 - 2  | Massese   | 0 - 0     | 1 - 2    |
| Monza          | 3 - 1  | Triestina | 3 - 1     | 0 - 0    |
| Sambenedettese | 3 - 4  | Turris    | 3 - 1     | 0 - 3    |
| Nocerina       | 1 - 4  | Lecce     | 1 - 3     | 0 - 1    |

### Semifinali
| Squadra 1 | Totale | Squadra 2 | Andata    | Ritorno   |
| --------- | ------ | --------- | --------- | --------- |
|           |        |           | 23.5.1974 | 23.6.1974 |
| Massese   | 2 - 3  | Monza     | 1 - 1     | 1 - 2     |
| Turris    | 1 - 2  | Lecce     | 1 - 2     | 0 - 0     |

## Finale
| Arbitro: | Ciulli (Roma) |

|                    |           |  |
| Di Somma 1’ (aut.) | Marcatori |  |